# Джорджеску, Костин
Костин Джорджеску (рум. Costin Georgescu; 22 февраля 1942, Крайова — 23 июня 2023, Швейцария) — румынский инженер, политик и дипломат, депутат парламента от Национал-либеральной партии. В 1997—2000 — директор спецслужбы SRI, приводил структуру в соответствие западным стандартам. Оценивается как основатель современной румынской разведки. В начале 2000-х — посол Румынии на Кипре. Жёстко критиковал политику РФ и Владимира Путина.

## Инженер-гидротехник
Родился в семье офицера артиллерии. Отец Костина Джорджеску во время Второй мировой войны служил на Восточном фронте. После 1944 он отказался вступить в РКП, за это был уволен со службы. Зарабатывал как чернорабочий, чтобы содержать жену и троих детей. Детские и юношеские впечатления Костина Джорджеску от советской оккупации и сталинистского режима Георгиу-Дежа определили его антикоммунистические взгляды.
В 1967 Костин Джорджеску окончил Технический строительный университет Бухареста. Получил специальность инженера-гидротехника. Работал на строительстве плотин в качестве инженера, начальника стройки, директора строительного предприятия. Крупнейшие объекты были построены на реках Муреш и Тырнава-Маре. В 1977 возглавил строительный трест «Трансильвания». Всю жизнь Джорджеску считал себя прежде всего инженером и лишь потом политиком.

## Депутат парламента
В декабре 1989 Румынская революция свергла диктатуру Чаушеску и власть РКП. Костин Джорджеску поддержал антикоммунистическое восстание, но находился в оппозиции к ФНС и Иону Илиеску. Вступил в Национал-либеральную партию (НЛП), участвовал в правоцентристской коалиции Румынская демократическая конвенция (РДК). Руководил региональными партийно-коалиционными структурами. Поддерживал либерала Эмиля Константинеску на выборах 1992. Работал директором по развитию крупной строительной компании.
На парламентских и президентских выборах 1996 победу одержала РДК — оппозиционная Илиеску и его СДП. Костин Джорджеску был избран в палату депутатов от НЛП, представлял жудец Алба. Был заместителем председателя депутатской комиссии по обороне .

## Директор спецслужбы
В конце мая 1997 новый президент Румынии Эмиль Константинеску сменил руководство Румынской службы информации (SRI). Вместо Вирджила Мэгуряну был назначен Костин Джорджеску. На место давнего сподвижника Илиеску, бывшего коммуниста и офицера Секуритате приходил оппозиционный национал-либерал — такое назначение символизировало серьёзные изменения политического курса.
Во главе SRI Костин Джорджеску перестраивал спецслужбу с прежней модели Секуритате на западные образы, типа американского ФБР. Продвигал молодые кадры, не связанные с коммунистической госбезопасностью. Выводил региональные управления из-под влияния местных администраций — для подотчётности оперативников только служебному руководству и надёжной защиты информации. Окончательная реорганизация была проведена уже после его отставки, в конце 2010-х.
Костин Джорджеску настаивал на строгом соблюдении законов. Исходил из того, что угрозы национальной безопасности должны пресекаться без вмешательства спецслужб в легальные политические процессы (что не было прежде характерно для политически ангажированных органов госбезопасности). Впоследствии Джорджеску подчёркивал, что SRI не вела наблюдения даже за Корнелиу Вадимом Тудором, несмотря на его экстремистские позиции. В то же время Джорджеску выступил против закона об огласке тайных сотрудников Секуритате на государственных должностях.
Косовская война создала напряжённость и в Румынии, был усилен контроль за радикальными сторонниками противоборствующих сил. В январе 1999 пятая Минериада угрожала свержением правительства. Джорджеску впоследствии говорил, что шахтёрский бунт прикрывал попытку государственного переворота, за которой стояли Тудор и его партия Великая Румыния. SRI функционировала в режиме пресечения путча.
На выборах 2000 президентом Румынии вновь был избран Ион Илиеску. Директором SRI он назначил Раду Тимофте. Костин Джорджеску в январе 2001 был отправлен послом на Кипр. Это назначение характеризовалось как уникальное: кандидатуру внёс Константинеску, а утвердил Илиеску. Значимость дипломатической миссии определялось местом Кипра среди внешних инвесторов Румынии.

## Воззрения и позиции
В 2004 Костин Джорджеску вернулся в Бухарест. Почти два десятилетия оставался влиятельным внешнеполитическим аналитиком. Регулярно выступал в программах Румынского ТВ. Излагал своё видение Румынии как «латинского острова в славянском море». Главной опасностью для Румынии считал традиционную российскую экспансию в Причерноморье. Обоснование такого подхода находил в сочинениях Михая Эминеску. Приводил ряд исторических примеров в своеобразной трактовке: не только присоединение Бессарабии и Северной Буковины к СССР, но и Крымская война, объединение Дунайских княжеств, русско-турецкая война, Первая и Вторая мировая представлялись либо прямой агрессией, либо нарушением румынских интересов со стороны Российской империи и Советского Союза.
Это отношение Костин Джорджеску в полной мере распространял на Российскую Федерацию — особенно после событий 2014, аннексии Крыма и начала Донбасской войны. Высказывался за сотрудничество Румынии с Украиной (в том числе совместную борьбу против контрабанды оружия, терроризма и оргпреступности). Решительно поддержал Украину в 2022, при массированном вторжении РФ.
Костин Джорджеску говорил о стремлении РФ закрепиться в устье Дуная и «превратить Чёрное море в российское озеро». Комментируя ход военных действий, отмечал значение острова Змеиный. Как бывший руководитель SRI призывал бдительно отслеживать и пресекать разведдеятельность ФСБ и ГРУ на румынской территории (при этом отмечал, что пророссийских настроений в Румынии нет и российским спецслужбам будет очень трудно искать готовых к сотрудничеству). Положительно отозвался даже о Секуритате — за эффективность «отдела Анти-КГБ».
Жёсткой критике Костин Джорджеску подвергал Владимира Путина. Предупреждал, что путинская военно-политическая экспансия может быть остановлена только сильным сопротивлением. Усматривал истоки путинской политики в советском тоталитаризме и царской империи. Выражал обеспокоенность также экономическим проникновением РФ в Европу. Сравнивал Путина со Сталиным и Гитлером, призывал западные правительства и общественность к совместному отпору. Считал, что независимость Румынии может быть гарантирована только прочной интеграцией в Западный мир, НАТО, Евросоюз.

## Кончина и память
Скончался Костин Джорджеску в швейцарской клинике в возрасте 81 года. Похоронен на бухарестском кладбище Беллу. При погребении ему были оказаны воинские почести. В церемонии участвовали бывший президент Эмиль Константинеску и делегация SRI во главе с директором Эдуардом Хеллвигом. В специальном заявлении SRI отмечалась роль Костина Джорджеску в «евроатлантической интеграции» румынской спецслужбы, которую «трудно было представить в конце 1990-х годов». Гидроинженер Джорджеску оценивается как основатель современной румынской гражданской разведки.
Костин Джорджеску был женат, имел двух дочерей.